# Fårevejle Sogn
Fårevejle Sogn ist eine Kirchspielsgemeinde (dän.: Sogn) auf der dänischen Insel Seeland.
Bis 1970 gehörte sie zur Harde Ods Herred im damaligen Holbæk Amt, danach zur Dragsholm Kommune im Vestsjællands Amt, die wiederum im Zuge der Kommunalreform zum 1. Januar 2007 in der Odsherred Kommune in der Region Sjælland aufgegangen ist.
Am 1. Januar 2025 lebten im Kirchspiel 3807 Einwohner, davon 720 im Kirchdorf Fårevejle Kirkeby, 1836 in der Ortschaft Fårevejle Stationsby und 0 in der Ortschaft Ordrup Strand.
Im Kirchspiel liegen die Kirchen „Fårevejle Kirke“ und „Dragsholm Kirke“.
Nachbargemeinden sind im Osten Asnæs Sogn, im Südosten Hørve Sogn und im Süden Vallekilde Sogn. Westlich und nördlich grenzt das Kirchspiel an die Ostsee.

## Persönlichkeiten
- Carl Larsen (1886–1962), Turner
- Sarah Hargreaves (* 17. Mai 1989), dänisch-britische Handballspielerin